# 弗赖拉赫多夫
弗赖拉赫多夫是德国莱茵兰-普法尔茨州的一个市镇。总面积4.28平方公里，总人口646人，其中男性320人，女性326人（2011年12月31日），人口密度151人/平方公里。